# 1772年王室婚姻法令
《1772年王室婚姻法令》（英語：Royal Marriages Act 1772）是一項由大不列顛國會於1772年4月1日通過的法令。法令規定了王室成員可以締結有效婚姻的條件，並同時賦予了君主對王室成員的婚姻行使否決權的權利，後者在當時引起了極大的爭議。
根據2011年訂定的《伯斯協議》，法令在2015年3月26日正式由《2013年王位繼承法令》取代。自此以後，只有在英國王位繼承順序中排名前六順位的王室成員需要取得君主同意才可結婚，否則其本人和後代将会喪失王位繼承權。

## 條文內容
本法令條文規定除了已經或將會嫁予外國家族的公主的後裔以外，所有英王喬治二世的後裔的婚姻都必須得到現任君主的同意。君主須發佈以英國國璽鈐印的御准文書並在議會中公佈，其後在婚姻證書和登記冊中列出御准，再將其記錄在樞密院議事錄中。
然而，任何曾被君主拒絕御准且又年逾二十五歲的王室成員皆可向樞密院通知其結婚意向的一年後結婚，除非英國國會的上下兩院均明確表示反對。實際上從未有任何婚姻申請被君主正式拒絕，只有一次申請被忽略；還有一些婚姻因為很大機會會被拒絕，而從未嘗試尋求君主同意。
所有符合前述條件但又未獲君主同意的婚姻均會被判定為無效，但意即任何締結違反本法令的婚姻的王室成員並不會因此而即刻失去王位繼承權；但其子女會被視作非婚生子女，並因此失去繼承英國王位的權利。
本法令也同時規管信奉天主教的王室成員，他們仍須在取得君主同意下結婚，儘管他們實際上並不能繼承英國王位；反而可以繼承王位的漢諾瓦選侯夫人索菲的其他後裔（非英王喬治二世後裔者）則不受本法令約束。
本法令進一步將執行或參與王室成員的非法婚姻列為刑事罪行，但該條條文其後被《1967年刑事法法令》廢除。

## 緣由
這項法案由英王喬治三世親自提出。他的弟弟坎伯蘭和斯特拉森公爵亨利王子在1771年與克里斯托弗·霍爾頓的遺孀、第一代伊爾納姆男爵西蒙·勒特雷爾的女兒安妮·霍爾頓結婚，喬治三世因此提出了這項法案，以規管王室成員未來的婚姻。
法案在1772年4月1日獲得御准。喬治三世直至同年9月13日才獲悉他的另一個弟弟格洛斯特和愛丁堡公爵威廉·亨利王子其實早於1766年已秘密與愛德華·沃波爾的私生女、第二代瓦德格雷夫伯爵詹姆斯·瓦德格雷夫的遺孀瑪麗亞·沃波爾結婚。喬治「覺得自己純粹是為了國家而被迫結婚」，並認為兩段未獲認可的婚姻關係都非常不合適。

## 相關法令
1830年，英國國會通過了《1830年攝政法令》，規定若英王維多利亞在十八歲前繼承王位，她須在負責攝政的肯特公爵夫人同意下方可結婚；她的配偶和任何在未經同意的情況下參與安排或主持未經攝政同意的婚姻的人都將犯下叛國罪，比會被視作下侵犯王權罪的本法令還要嚴重。然而由於維多利亞繼位時已年屆十八歲，該項法令從未正式生效。
1936年，《1936年國王陛下退位宣言法令》明確將退位的英王愛德華八世（後被冊封為溫莎公爵）排除在本法令的規定之外，以讓其可以迎娶曾三度結婚的美國社交名流華麗絲·辛普森。該項法令同時也將愛德華的子嗣排除在英國王位繼承順序以外，故他們也並不受本法令約束；但公爵伉儷二人直到去世也並未育有任何子嗣。

## 伯斯協議
2011年10月，時任英國首相大衛·卡麥隆致函其他大英國協王國政府，提議將法令規管範圍限制在英國王位繼承順序中排名前六順位的王室成員。各王國的政府領袖在澳洲西部城市伯斯舉行的2011年大英國協政府首腦會議上正式就相關修訂達成了共識。
該項立法實際上是各大英國協王國正式廢除《1772年王室婚姻法令》的所有條文。本法令在英國由《2013年王位繼承法令》取代，並轉而只要求在英國王位繼承順序中排名前六順位者取得君主御准方可締結有效婚姻。紐西蘭則通過了《2013年王室繼承法令》，同樣對符合前述條件的婚姻進行規管。

## 受影響的婚姻
- 1785年12月15日，英王喬治三世的長子威爾士親王喬治王子秘密地在梅費爾公園街的寓所與瑪麗亞·費茲荷巴特按英格蘭教會的儀式簽字結婚，但這樁婚事其後按照本法令被判定為無效。瑪麗亞是一名羅馬天主教徒，同時又曾兩次喪偶；若二人的婚姻被判定有效，喬治王子即會根據《1701年嗣位法令》喪失王位繼承權。
- 1791年9月29日，英王喬治三世的次子約克和奧爾巴尼公爵弗雷德里克王子在柏林夏洛滕堡宮迎娶普魯士的弗蕾德里克·夏洛特公主。雖然婚事於婚禮舉行前一天獲得了樞密院的同意，但由於當時未能及時獲得國璽加印，婚姻的合法性因此存疑，婚禮於是須在1791年11月23日於倫敦再次舉行[13]。
- 1793年4月4日，英王喬治三世的六子奧古斯都·腓特烈王子在未獲御准下與奧古絲塔·莫瑞女勳爵（英语：Lady Augusta Murray）結婚，婚禮按照英格蘭教會儀式在羅馬薩米恩托酒店舉行。二人其後發佈了結婚啟事，並於1793年12月5日在漢諾瓦廣場聖喬治教堂再次舉辦婚禮。兩次婚姻均被坎特伯雷教省法院（英语：Arches Court）在翌年7月14日宣告無效，二人的子女亦被視作非婚生子女。一度有意見認為二人的婚姻應在愛爾蘭和漢諾威被視為有效，但上議院特權委員會其後在1844年7月9日裁定本法令同時也適用於在英國領土以外締結的婚姻。
- 1831年5月2日，現為薩塞克斯公爵的奧古斯都·腓特烈王子在奧古絲塔·莫瑞女勳爵死後再次在未取得君主同意的情況下於大坎伯蘭廣場（英语：Great Cumberland Place）的一處公寓和塞西莉亞·安德伍德（英语：Cecilia Underwood, Duchess of Inverness）結婚。女方在1840年4月10日被英女王維多利亞冊封為因弗內斯女公爵，其封號對應了奧古斯都的附屬爵位因弗內斯伯爵。據時任首相墨爾本子爵所述，女王「承認了該段婚姻在道德和宗教上的效力，但對承認其為合法婚姻感到焦慮，故嘗試避免如此承認之」[14]。一旦承認二人為合法婚姻，意即需承認男方的前一段被認定無效的婚姻同樣為合法締結，並接受其子女為婚生子女；然而公爵和塞西莉亞在社會上仍被接受為夫妻關係。
- 1847年1月8日，英女王維多利亞的堂兄劍橋公爵喬治王子在有特許權辦公室（英语：Faculty Office）簽發的婚姻特許狀情況下與當時已懷孕的演員莎拉·費爾布羅瑟（英语：Sarah Fairbrother）結婚。二人的婚姻經常被視作貴賤通婚，但由於其明顯不可能獲君主允准，喬治王子從未正式向君主申請締結婚姻，故在法律上仍被視為無效，莎拉也只被稱呼為「菲茨喬治夫人」[15][16]。
- 在《1917年頭銜剝奪法令》生效後，支持納粹德國的奧爾巴尼公爵卡爾·愛德華於1919年3月28日被正式剝奪其所擁有的英國爵位和頭銜。作為英女王維多利亞的後裔，其子孫的婚姻從未徵求過英國君主的同意，故即使他們的婚姻在德國屬合法締結，在英國法律下仍被視為無效婚姻[17]。
- 1946年4月23日，漢諾威的格奧爾格·威廉王子和希臘和丹麥的蘇菲公主（英语：Princess Sophie of Greece and Denmark）結婚，此前曾向英王喬治六世申請締結婚姻。前者是英王喬治三世的後裔，其父親及祖父均在《1917年頭銜剝奪法令》生效後因支持德國而被剝奪英國頭銜；女方則是當時正在與伊莉莎白公主交往的希臘與丹麥王子菲利普的姐姐。有鑒於英德兩國實際上仍處於宣戰狀態，申請被英王喬治六世擱置不予處理[18]。當時的英國官員認為即使這段婚姻在德國屬於有效，但在英國本土應被視作無效[17]。

## 獲御准的婚姻
所有根據本法令下獲君主同意的婚姻會被記錄在樞密院議事錄，但從未被公開發佈。自1857年起，所有御准皆會按慣例在《倫敦憲報》刊憲；由於並非所有婚姻都有刊憲，下列列表中部分御准僅列出英國內政部的皇室婚姻授權書文件。
| 御准日期       | 申請人                                      | 配偶                                           | 參考來源       |
| -------------- | ------------------------------------------- | ---------------------------------------------- | -------------- |
| 1791年9月28日  | 約克和奧爾巴尼公爵弗雷德里克王子            | 普魯士的弗蕾德里克·夏洛特公主                  | [ 19 ]         |
| 1794年12月17日 | 威爾斯親王喬治王子                          | 布藍茲維-沃爾芬比特爾的卡羅琳·阿米利亞公主     | [ 20 ]         |
| 1797年5月3日   | 長公主夏洛特                                | 符騰堡王儲腓特烈王子                           | [ 20 ]         |
| 1814年8月15日  | 坎伯蘭和特維奧特戴爾公爵恩斯特·奧古斯特王子 | 索爾姆斯-布勞恩費爾斯遺孀弗蕾德里克王妃        | [ 20 ]         |
| 1816年3月9日   | 威爾斯的夏洛特·奧古斯塔郡主                 | 薩克森-科堡-薩爾菲爾德的利奧波德王子           | [ 20 ]         |
| 1816年4月2日   | 瑪麗公主                                    | 格洛斯特和愛丁堡公爵威廉·弗雷德里克王子        | [ 20 ]         |
| 1816年6月8日   | 伊莉莎白公主                                | 黑森-洪堡伯爵腓特烈六世                        | [ 20 ]         |
| 1818年4月22日  | 劍橋公爵阿道弗斯王子                        | 黑森-卡塞爾的奧古斯塔公主                      | [ 20 ]         |
| 1818年5月11日  | 肯特及斯特拉森公爵愛德華王子                | 萊寧根親王遺孀維多利亞王妃                     | [ 20 ]         |
| 1818年7月7日   | 克拉倫斯和聖安德魯斯公爵威廉·亨利王子       | 薩克森-邁寧根的阿德萊德公主                    | [ 20 ]         |
| 1842年6月13日  | 漢諾威王儲喬治王子                          | 薩克森-阿爾滕堡的瑪麗公主                      | [ 21 ]         |
| 1842年11月2日  | 劍橋的奧古斯塔郡主                          | 梅克倫堡-施特雷利茨大公腓特烈                  | [ 20 ]         |
| 1857年5月16日  | 長公主維多利亞                              | 普魯士的腓特烈王子                             | [ 22 ]         |
| 1861年4月30日  | 愛麗絲公主                                  | 黑森的路德維希王子                             | [ 23 ]         |
| 1862年11月1日  | 威爾斯親王阿爾伯特·愛德華                   | 丹麥的亞歷山德拉公主                           | [ 24 ]         |
| 1865年12月5日  | 海倫娜公主                                  | 什勒斯維希-霍爾斯坦的克里斯蒂安王子            | [ 25 ]         |
| 1866年5月19日  | 劍橋的瑪麗·阿德萊德公主                     | 特克公爵法蘭西斯                               | [ 26 ]         |
| 1870年10月24日 | 路易絲公主                                  | 洛恩侯爵約翰·坎貝爾                            | [ 27 ]         |
| 1873年7月17日  | 愛丁堡公爵阿爾弗雷德王子                    | 俄羅斯的瑪麗亞·亞歷山德羅夫娜女大公            | [ 28 ]         |
| 1878年5月16日  | 康諾特和斯特拉森公爵亞瑟王子                | 普魯士的路易絲·瑪格麗塔公主                    | [ 29 ]         |
| 1878年11月27日 | 坎伯蘭和特維奧特戴爾公爵恩斯特·奧古斯特王子 | 丹麥的提拉公主                                 | [ 30 ]         |
| 1880年3月18日  | 漢諾威的弗蕾德里克公主                      | 阿爾方斯·馮·帕維爾-拉明根男爵                  | [ 31 ]         |
| 1881年11月29日 | 奧爾巴尼公爵利奧波德王子                    | 瓦爾德克和皮爾蒙特的海倫公主                   | [ 32 ]         |
| 1885年1月27日  | 碧翠絲公主                                  | 巴騰堡的亨利王子                               | [ 33 ]         |
| 1889年7月5日   | 威爾斯的路易絲郡主                          | 法夫伯爵亞歷山大·達夫                          | [ 34 ]         |
| 1891年7月3日   | 什勒斯維希-霍爾斯坦的弗朗齊斯卡公主         | 安哈特的艾瑞伯特王子                           | [ 35 ]         |
| 1891年12月12日 | 克拉倫斯和阿文代爾公爵阿爾伯特·維克托王子   | 特克的維多利亞·瑪麗公主                        | [ 36 ]         |
| 1892年6月28日  | 愛丁堡的瑪麗郡主                            | 羅馬尼亞王儲斐迪南王子                         | [ 37 ]         |
| 1893年5月16日  | 約克公爵喬治王子                            | 特克的維多利亞·瑪麗公主                        | [ 38 ]         |
| 1894年1月29日  | 薩克森-科堡-哥達的維多利亞·梅麗塔公主       | 黑森大公恩斯特·路德維希                        | [ 39 ]         |
| 1894年10月19日 | 特克的阿道弗斯王子                          | 瑪格麗特·格羅夫納女勳爵                        | [ 40 ]         |
| 1895年11月21日 | 威爾斯的莫德郡主                            | 丹麥的卡爾王子                                 | [ 41 ]         |
| 1895年12月12日 | 薩克森-科堡-哥達的亞歷山德拉公主            | 霍恩洛厄-朗根堡王儲恩斯特王子                  | [ 41 ]         |
| 1900年5月15日  | 漢諾威的瑪麗·路易絲公主                     | 巴登的馬克西米利安王子                         | [ 42 ]         |
| 1903年11月16日 | 奧爾巴尼的愛麗絲郡主                        | 特克的亞歷山大王子                             | [ 43 ]         |
| 1904年3月7日   | 漢諾威的亞歷山德拉公主                      | 梅克倫堡-施威林大公腓特烈·法蘭茲四世           | [ 44 ]         |
| 1905年2月27日  | 薩克森-科堡-哥達公爵卡爾·愛德華王子         | 什勒斯維希-霍爾斯坦的維多利亞·阿德萊德公主     | [ 45 ]         |
| 1905年3月20日  | 康諾的瑪格麗特郡主                          | 斯堪尼公爵古斯塔夫·阿道夫王子                  | [ 46 ]         |
| 1913年3月17日  | 漢諾威的恩斯特·奧古斯特王子                 | 普魯士的維多利亞·路易絲公主                    | [ 47 ]         |
| 1913年8月12日  | 康諾的亞瑟王子                              | 法夫女公爵亞歷山德拉公主                       | [ 48 ]         |
| 1919年2月11日  | 康諾的帕特麗西婭郡主                        | 亞歷山大·拉姆齊中校                            | [ 49 ]         |
| 1921年11月22日 | 瑪麗公主                                    | 拉塞爾斯子爵亨利·拉塞爾斯                      | [ 50 ]         |
| 1923年2月12日  | 約克公爵阿爾伯特王子                        | 伊莉莎白·鮑斯-萊昂女勳爵                       | [ 51 ]         |
| 1923年6月26日  | 法夫的莫德郡主                              | 查爾斯·卡內基勳爵                              | [ 52 ]         |
| 1931年10月7日  | 梅·坎布里奇女勳爵                           | 亨利·阿貝爾·史密斯                             | [ 53 ]         |
| 1934年10月5日  | 喬治王子                                    | 希臘和丹麥的瑪麗娜公主                         | [ 54 ]         |
| 1935年10月3日  | 格洛斯特公爵亨利王子                        | 愛麗斯·蒙塔古-道格拉斯-史考特女勳爵            | [ 55 ]         |
| 1937年12月26日 | 漢諾威的弗蕾德里克                          | 希臘和丹麥的保羅王子                           | [ 56 ]         |
| 1941年1月29日  | 艾麗絲·蒙巴頓女勳爵                         | 漢密爾頓·約瑟夫·凱斯·奧馬利                    | [ 20 ]         |
| 1947年7月31日  | 伊莉莎白公主                                | 菲利普·蒙巴頓中尉                              | [ 57 ]         |
| 1949年7月28日  | 哈伍德伯爵喬治·拉塞爾斯                     | 馬里恩·斯坦                                    | [ 58 ]         |
| 1951年8月1日   | 漢諾威的恩斯特·奧古斯特王子                 | 什勒斯維希-霍爾斯坦的奧格特魯德公主            | [ 20 ]         |
| 1952年6月27日  | 杰拉爾德·拉塞爾斯                           | 安吉拉·道丁                                    | [ 59 ]         |
| 1956年6月1日   | 詹姆士·卡內基勳爵                           | 卡羅琳·杜瓦                                    | [ 60 ]         |
| 1956年8月19日  | 亞歷山大·拉姆齊                             | 弗洛拉·弗雷澤                                  | [ 61 ]         |
| 1957年7月31日  | 安·阿貝爾·史密斯                            | 大衛·利德爾-格蘭傑                             | [ 62 ]         |
| 1959年9月14日  | 理查德·阿貝爾·史密斯上尉                    | 瑪西婭·肯德魯                                  | [ 63 ]         |
| 1960年3月16日  | 瑪格麗特公主                                | 安東尼·阿姆斯特朗-瓊斯                         | [ 64 ]         |
| 1960年8月3日   | 漢諾威的韋爾夫·海因里希王子                 | 伊森堡和比丁根的亞歷山德拉公主                 | [ 20 ]         |
| 1961年3月24日  | 肯特公爵愛德華王子                          | 凱瑟琳·沃斯利                                  | [ 65 ]         |
| 1962年12月19日 | 肯特的雅麗珊郡主                            | 安格斯·奧格威                                  | [ 66 ]         |
| 1965年2月26日  | 伊莉莎白·阿貝爾·史密斯                      | 彼得·懷斯                                      | [ 67 ]         |
| 1967年7月28日  | 哈伍德伯爵喬治·拉塞爾斯                     | 帕特麗西婭·塔克威爾                            | [ 68 ]         |
| 1972年2月4日   | 格洛斯特公爵理查王子                        | 比吉特·范·德烏爾斯                             | [ 69 ]         |
| 1973年3月29日  | 詹姆斯·拉塞爾斯                             | 弗雷德里卡·杜爾森                              | [ 70 ]         |
| 1973年7月24日  | 安妮公主                                    | 馬克·菲利普斯上尉                              | [ 71 ]         |
| 1979年8月1日   | 肯特的麥可王子                              | 瑪麗·克里斯蒂·馮·雷尼茨女男爵                  | [ 20 ]         |
| 1978年11月15日 | 杰拉爾德·拉塞爾斯                           | 伊莉莎白·伊芙琳·科林伍德                       | [ 20 ]         |
| 1979年2月6日   | 哈伍德伯爵大衛·拉塞爾斯                     | 瑪格麗特·梅辛傑                                | [ 72 ]         |
| 1979年6月26日  | 亨利·拉塞爾斯                               | 亞歷山德拉·莫頓                                | [ 73 ]         |
| 1980年2月13日  | 凱瑟琳·弗雷澤                               | 馬克·尼科爾森上尉                              | [ 74 ]         |
| 1980年7月28日  | 凱瑟琳·阿貝爾·史密斯                        | 休伯特·博蒙特                                  | [ 75 ]         |
| 1981年3月27日  | 威爾斯親王查爾斯王子                        | 黛安娜·斯賓塞女勳爵                            | [ 76 ]         |
| 1981年6月10日  | 漢諾威的恩斯特·奧古斯特王子                 | 莫妮卡·祖·索爾姆斯-勞巴赫女伯爵                | [ 77 ]         |
| 1981年6月10日  | 漢諾威的恩斯特·奧古斯特·阿爾伯特王子        | 尚塔爾·霍奇里                                  | [ 77 ]         |
| 1986年5月16日  | 安德魯王子                                  | 莎拉·費格遜                                    | [ 78 ]         |
| 1987年2月10日  | 麥達夫伯爵大衛·卡內基                       | 卡羅琳·邦廷                                    | [ 79 ]         |
| 1987年9月15日  | 漢諾威的路德維希·魯道夫王子                 | 圖爾恩和瓦拉西納-科莫-韋爾切利的伊莎貝爾女伯爵 | [ 80 ]         |
| 1988年3月23日  | 詹姆士·奧格威                               | 茱莉亞·羅林森                                  | [ 81 ]         |
| 1990年7月24日  | 愛麗絲·拉姆齊                               | 大衛·拉姆齊                                    | [ 82 ]         |
| 1992年2月11日  | 海倫·溫莎女勳爵                             | 提摩西·泰勒                                    | [ 83 ]         |
| 1992年12月11日 | 長公主安妮                                  | 提摩西·勞倫斯中校                              | [ 84 ]         |
| 1993年7月28日  | 林利子爵大衛·阿姆斯壯-瓊斯                  | 塞雷納·斯坦霍普                                | [ 85 ]         |
| 1994年6月22日  | 薩拉·阿姆斯壯-瓊斯女勳爵                    | 丹尼爾·查托                                    | [ 86 ]         |
| 1999年4月13日  | 愛德華王子                                  | 蘇菲·惠斯-鍾斯                                 | [ 87 ]         |
| 2001年4月11日  | 亞歷山德拉·卡內基勳爵                       | 馬克·埃瑟林頓                                  | [ 88 ]         |
| 2001年12月11日 | 查爾斯·利德爾-格蘭傑                        | 尤金妮·坎帕涅                                  | [ 89 ]         |
| 2002年4月17日  | 阿爾斯特伯爵亞歷山大·溫莎                   | 克萊兒·布絲                                    | [ 90 ] [ 91 ]  |
| 2003年12月10日 | 亨利·拉塞爾斯                               | 菲奧娜·威爾莫特                                | [ 92 ]         |
| 2004年7月20日  | 達維娜·溫莎女勳爵                           | 蓋瑞·劉易斯                                    | [ 93 ]         |
| 2005年3月2日   | 威爾斯親王查爾斯王子                        | 卡蜜拉·帕克·鮑爾斯                             | [ 94 ]         |
| 2006年10月10日 | 尼古拉斯·溫莎勳爵                           | 保拉·多伊米·德·盧皮斯·弗蘭科潘                 | [ 95 ]         |
| 2007年5月2日   | 阿米莉亞·梅·博蒙特                          | 西蒙·佩里格林·高文·默里                        | [ 96 ]         |
| 2007年12月12日 | 露絲·溫莎女勳爵                             | 喬治·愛德華·吉爾曼                             | [ 97 ]         |
| 2008年2月12日  | 艾米麗·拉塞爾斯                             | 馬修·夏爾德                                    | [ 98 ]         |
| 2008年4月9日   | 彼得·菲利浦斯                               | 奧特姆·凱利                                    | [ 99 ] [ 100 ] |
| 2008年10月9日  | 查爾斯·蒙塔古·利德爾-格蘭傑                 | 瑪莎·瑪格麗塔·德克勒克                         | [ 101 ]        |
| 2009年2月11日  | 本傑明·喬治·拉塞爾斯                        | 卡羅萊納·貝萊斯                                | [ 102 ]        |
| 2009年6月10日  | 弗雷德里克·溫莎勳爵                         | 蘇菲·溫克曼                                    | [ 103 ]        |
| 2011年2月9日   | 威爾斯的威廉王子                            | 凱薩琳·密道頓                                  | [ 104 ]        |
| 2011年5月10日  | 扎拉·菲利普斯                               | 麥克·汀達爾                                    | [ 105 ]        |
| 2011年5月10日  | 馬克·拉塞爾斯                               | 朱迪思·基爾伯恩                                | [ 105 ]        |
| 2012年12月12日 | 路易絲·尼科爾森                             | 查爾斯·莫斯黑德                                | [ 106 ]        |
| 2014年2月11日  | 愛德華·拉塞爾斯                             | 蘇菲·卡特里奇                                  | [ 107 ]        |
| 2015年2月11日  | 朱麗葉·維多利亞·凱瑟琳·尼科爾森             | 西蒙·亞歷山大·魯德                             | [ 108 ]        |

## 外部連結
- 被廢除前的法令全文 （页面存档备份，存于）